# قطعنامه ۱۹۹۳ شورای امنیت
قطعنامه  ۱۹۹۳ شورای امنیت سازمان ملل متحد که در تاریخ ۲۹ ژوئن ۲۰۱۱ تصویب شد، سندی بین‌المللی دربارهٔ دیوان جرایم بین‌المللی برای یوگسلاوی پیشین است. این قطعنامه طی نشست ۶۵۷۱ام با ۱۵ رای موافق، ۰ مخالف و ۰ ممتنع تصویب شد.